# Segunda Guerra Mundial na Albânia
Na Albânia, a Segunda Guerra Mundial começou com a sua invasão pela Itália em abril de 1939. A Itália Fascista estabeleceu a Albânia como seu protetorado ou estado-fantoche. A resistência foi em grande parte levada a cabo por grupos comunistas contra a ocupação italiana (até 1943) e depois alemã na Albânia. Inicialmente independentes, os grupos comunistas uniram-se no início de 1942, o que acabou por levar à libertação bem sucedida do país em 1944.
O Centro de Ajuda às Populações Civis (Genebra) informou que a Albânia era um dos países mais devastados da Europa. 60.000 casas foram destruídas e cerca de 10% da população ficou desabrigada.

## Contexto
A Alemanha anexou a Áustria e agiu contra a Checoslováquia sem notificar Mussolini antecipadamente, pelo que o ditador italiano decidiu, no início de 1939, prosseguir com a sua própria anexação da Albânia. O rei da Itália, Vítor Emanuel III criticou o plano de considerar a Albânia um risco desnecessário.

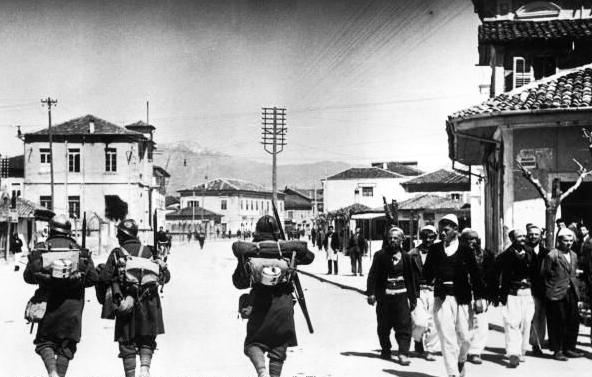
Soldados italianos na Albânia, 12 de abril de 1939

Roma, no entanto, entregou a Tirana um ultimato em 25 de março de 1939, exigindo que acedesse à ocupação italiana da Albânia. O rei Zog I recusou-se a aceitar dinheiro em troca de apoiar uma tomada total do poder italiano e a colonização da Albânia, e em 7 de abril de 1939, as tropas de Mussolini, lideradas pelo general Alfredo Guzzoni, invadiram a Albânia, atacando todos os portos albaneses simultaneamente. Havia 65 unidades em Sarandë, 40 em Vlorë, 38 em Durrës, 28 em Shëngjin e mais 8 em  Bishti i Pallës. Os planos italianos originais para a invasão previam até 50.000 homens apoiados por 137 unidades navais e 400 aviões. No final das contas, a força de invasão cresceu para 100.000 homens apoiados por 600 aviões. 
Em Durrës, uma força de apenas 360 albaneses, a maioria gendarmes e habitantes da cidade, liderada por Abaz Kupi, o comandante da gendarmaria em Durrës, e Mujo Ulqinaku, um oficial da marinha, tentou deter o avanço italiano. Equipados apenas com armas pequenas e três metralhadoras, conseguiram manter os italianos afastados por várias horas. Então, um grande número de pequenos tanques foram descarregados de navios italianos e a resistência desmoronou. Em cinco horas, as tropas italianas capturaram a cidade.  Às 13h30 do primeiro dia, todos os portos albaneses estavam em mãos italianas.
Não querendo se tornar um fantoche italiano, o rei Zog, sua esposa, a rainha Geraldina, e seu filho Skander fugiram para a Grécia e, eventualmente, para Londres. Em 12 de abril, o parlamento albanês votou pela união do país com a Itália. O parlamento albanês votou pela deposição de Zog e pela união da nação com a Itália "em união pessoal", oferecendo a coroa albanesa a Vítor Emanuel III  e os italianos estabeleceram um governo fascista sob Shefqet Verlaci e logo absorveram o serviço militar e diplomático da Albânia na Itália. Em 15 de abril de 1939, a Albânia retirou-se da Liga das Nações, da qual a Itália havia renunciado em 1937. Em 3 de junho de 1939, o Ministério das Relações Exteriores da Albânia foi fundido com o Ministério das Relações Exteriores da Itália. Os militares albaneses foram colocados sob o comando italiano e formalmente incorporados ao exército italiano em 1940. Além disso, os Camisas-Negras italianos formaram quatro legiões da Milícia Fascista Albanesa, inicialmente recrutadas entre colonos italianos que viviam na Albânia, mas mais tarde também entre albaneses étnicos. 
Ao invadir, Galeazzo Ciano tentou reforçar uma impressão de benevolência com uma série de gestos iniciais destinados mais às relações públicas do que à abordagem de qualquer um dos profundos problemas sociais e económicos da Albânia. Uma das primeiras medidas de Ciano foi distribuir alimentos e roupas em algumas áreas pobres e libertar presos políticos. Ele distribuiu pessoalmente 190.000 francos de ouro aos necessitados em Tirana, Shkodra, Vlorë, Gjirokastër, Sarandë, Korçë e Kukës. Como o dinheiro foi dado diretamente aos pobres, contornando a burocracia habitual, fez algum bem.  Os italianos também contribuíram grandemente para a infraestrutura, a agricultura e a exploração de cromo e hidrocarbonetos, nas quais a Albânia era rica. Os italianos esperavam que um investimento extensivo na Albânia trouxesse benefícios económicos e políticos. Apesar de uma economia interna fraca, Mussolini garantiu aos albaneses 22 milhões de libras ao longo de cinco anos para o desenvolvimento económico, consideravelmente mais do que os 8,2 milhões que Roma gastou desde o início da década de 1920. Os relatórios iniciais da atividade italiana foram bastante favoráveis. Ruth Mitchell comentou no final de abril de 1939: "Que grande melhoria já existe na condição das pessoas. Toda a atmosfera tornou-se mais viva e empreendedora; agora pelo menos há esperança." Até o ministro alemão Eberhard von Pannwitz, perpetuamente crítico dos italianos, comentou favoravelmente o ritmo italiano, que ele comparou ao ritmo da Áustria após o Anschluss. Os novos projetos de construção atraíram grandes quantidades de capital e empregaram muitos albaneses.  O governo começou a permitir que os italianos assumissem cargos técnicos na função pública da Albânia e também começou a permitir a entrada de colonos italianos na Albânia. Isto afetou em grande parte a atitude dos albaneses para com os invasores italianos e os habitantes locais os saudaram com mais respeito e simpatia. 

## Estado-fantoche italiano

Bandeira do Reino da Albânia (1939-1943) por decreto de Vítor Emanuel III, 28 de setembro de 1939.

Apesar da proteção e aliança de longa data da Albânia com a Itália, em 7 de abril de 1939, as tropas italianas invadiram a Albânia, cinco meses antes do início da Segunda Guerra Mundial. A resistência armada albanesa revelou-se ineficaz contra os italianos e, após uma curta defesa, o país foi ocupado. Em 9 de abril de 1939, Zog I fugiu para a Grécia.
Num esforço para ganhar o apoio albanês para o domínio italiano, Galeazzo Ciano e o regime fascista encorajaram o irredentismo albanês em relação ao Kosovo e Chameria.  Apesar das garantias de Francesco Jacomoni de apoio albanês tendo em vista a prometida "libertação" de Chameria, o entusiasmo albanês pela guerra faltou claramente.  As poucas unidades albanesas criadas para lutar durante os desenvolvimentos da Guerra Greco-Italiana (1940-1941) ao lado do exército italiano, em sua maioria "desertaram ou fugiram em massa". Agentes albaneses recrutados antes da guerra teriam operado atrás das linhas gregas e se envolvido em atos de sabotagem, mas eram poucos em número.  O apoio aos gregos, embora de natureza limitada, veio principalmente das populações gregas locais que acolheram calorosamente a chegada das forças gregas aos distritos do sul. 
Um dos planos de Mussolini para o protetorado italiano da Albânia era italianizar os seus cidadãos.

## Resistência comunista e nacionalista

### Origem do Comunismo
Confrontado com uma sociedade agrária e maioritariamente muçulmana monitorizada pela polícia de segurança do rei Zog, o movimento comunista da Albânia atraiu poucos adeptos no período entre guerras. Na verdade, o país não tinha um Partido Comunista de pleno direito antes da Segunda Guerra Mundial. Depois que Fan Noli fugiu em 1924 para a Itália e mais tarde para os Estados Unidos, vários de seus protegidos de esquerda migraram para Moscou, onde se filiaram à Confederação Balcânica dos Partidos Comunistas e, através dela, à Internacional Comunista (Comintern), a associação de partidos comunistas internacionais. Em 1930, o Comintern despachou Ali Kelmendi para a Albânia para organizar células comunistas. No entanto, a Albânia não tinha classe trabalhadora em que os comunistas poderiam contar para apoio. Paris tornou-se o centro dos comunistas albaneses até que as deportações nazistas esgotaram as suas fileiras após a queda da França em 1940.

### Os primeiros anos de Enver Hoxha e Mehmet Shehu

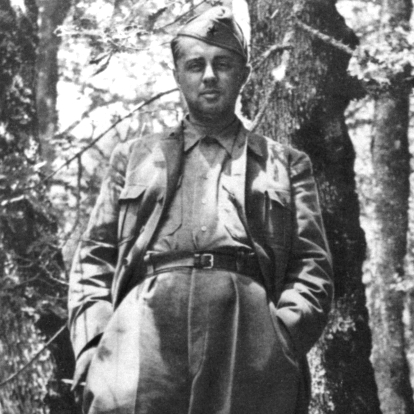
Enver Hoxha como Partisan

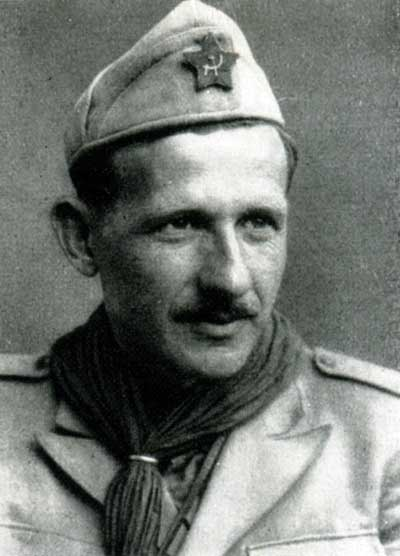
Mehmet Shehu como partidário

Enver Hoxha e um veterano da Guerra Civil Espanhola, Mehmet Shehu, eventualmente ascenderam para se tornarem as figuras mais poderosas da Albânia durante décadas após a guerra. A figura dominante da história moderna da Albânia, Enver Hoxha saiu da obscuridade. Nascido em 1908, filho de um proprietário de terras Tosk de Gjirokastër que retornou à Albânia depois de trabalhar nos Estados Unidos, Hoxha frequentou a melhor escola preparatória para a faculdade do país, o Liceu Nacional em Korçë. Em 1930 frequentou a universidade de Montpellier, na França, mas perdeu uma bolsa estatal albanesa por negligenciar os estudos. Posteriormente, mudou-se para Paris e Bruxelas. Depois de regressar à Albânia em 1936 sem ter obtido um diploma, ensinou francês durante anos no seu antigo liceu e participou numa célula comunista em Korçë. Mais tarde, foi para Tirana e quando o Partido Comunista Albanês foi formado em novembro de 1941, foi nomeado secretário-geral do partido, cargo que manteve até sua morte em 1985.

Shehu, também Tosk, estudou na Escola Profissional Americana de Tirana. Ele foi para um colégio militar em Nápoles, mas foi expulso por atividades políticas de esquerda. Na Espanha, Shehu lutou na Brigada Internacional Garibaldi e tornou-se comandante de um dos batalhões da brigada. Após o fim do conflito espanhol, ele foi capturado e internado na França. Ele retornou à Albânia em 1942 e logo se tornou uma figura proeminente. Durante o conflito, ele ganhou reputação por suas habilidades de comando junto aos guerrilheiros. Em suas memórias publicadas em 1984, o executivo britânico de operações especiais David Smiley escreveu:
"Mehmet Shehu era um homem baixo, magro, moreno, de rosto pálido, de cerca de trinta anos, que raramente sorria, exceto para os infortúnios de outras pessoas. Ele falava um bom inglês, era muito capaz e tinha muito mais conhecimento militar do que a maioria dos outros albaneses... Ele tinha uma reputação de bravura, coragem, crueldade e crueldade - ele se gabava de ter cortado pessoalmente a garganta de setenta carabinieri italianos que haviam sido feitos prisioneiros. No início, me dei bem com ele, pois como soldados tínhamos algo em comum; mas ele fez pouco para esconder sua antipatia por todas as coisas britânicas, e minhas relações com ele se deterioraram."  

### Início dos partidos comunistas e fascistas albaneses e do movimento de libertação nacional

Bandeira do Movimento de Libertação Nacional da Albânia (muitas vezes vista sem estrela)

Após a invasão da Albânia pela Itália em abril de 1939, 100 mil soldados italianos e 11 mil colonos italianos estabeleceram-se no país. Inicialmente, o Partido Fascista Albanês recebeu apoio da população, principalmente por causa da unificação do Kosovo e de outros territórios povoados por albaneses com a Albânia propriamente dita, após a conquista da Iugoslávia e da Grécia pelas Potências do Eixo na primavera de 1941. Benito Mussolini vangloriou-se, em Maio de 1941, perante um grupo de fascistas albaneses, de ter alcançado a Grande Albânia, há muito desejada pelos nacionalistas de Tirana. O Partido Fascista Albanês de Tefik Mborja teve forte apoio entre a população após a anexação do Kosovo pela Albânia.
Vários grupos foram liderados por Baba Faja Martaneshi, o ex-oficial da gendarmaria Gani bey Kryeziu, o comunista Mustafa Gjinishi e o político direitista Muharrem Bajraktari. Uma tentativa de unir esses grupos numa organização foi empreendida pelo Major Abaz Kupi, agora um político democrático, que criou uma organização clandestina chamada Frente de Unidade. Esta frente, que aumentou em número no espaço de vários meses, foi esmagada em Abril de 1941, após a derrota da Iugoslávia e da Grécia. Alguns dos seus membros passaram para o campo colaboracionista, alguns foram presos e outros fugiram para as montanhas. A guerra cessou por um tempo.
Em Novembro de 1941, os pequenos grupos comunistas albaneses estabeleceram um Partido Comunista Albanês em Tirana de 130 membros sob a liderança de Hoxha e um Comité Central de onze homens. O partido inicialmente teve pouco apelo de massa e até mesmo a sua organização juvenil conseguiu poucos recrutas.

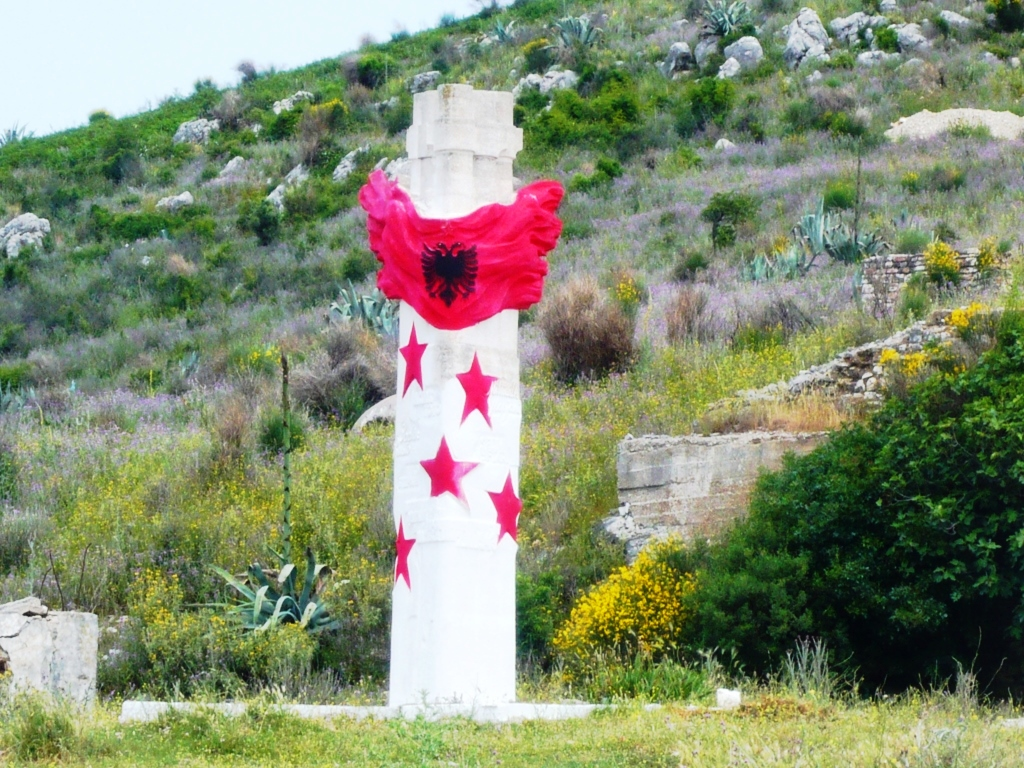
Lapidar (Albanian monument), momumento comemorando as forças partisans no sudeste da Albânia

A resistência na Albânia tornou-se ativa após as derrotas das forças italianas na guerra com a Grécia, iniciada em 28 de outubro de 1940. Originalmente, o slogan de construção da "Grande Albânia", no qual os italianos prometeram incorporar uma parte substancial do Épiro grego (Cameria), permitiu às autoridades colaboracionistas mobilizar vários milhares de voluntários para o exército (além das tropas regulares). O colapso da ofensiva italiana na Grécia causou uma crise entre as tropas regulares, que se recusaram a participar em novos combates, bem como nas unidades voluntárias, que se dispersaram; alguns soldados foram para as montanhas. Eventualmente, o número de grupos de combate e destacamentos partidários, reforçados por desertores do exército, cresceu para dezenas, com mais de 3.000 homens. Em novembro, em Lezhë, uma cidade perto do porto de Shëngjin, na costa do Adriático, soldados amotinados que recusaram continuar o serviço em unidades italianas travaram uma batalha com uma expedição punitiva italiana, matando 19 e ferindo gravemente 30 italianos, antes de recuar para as montanhas. No mesmo mês, um destacamento partidário armou uma emboscada para uma coluna de transporte italiana a caminho de Gjirokastër. Vários italianos foram mortos. Em 17 de maio de 1941, em Tirana, um jovem chamado Vasil Laçi tentou assassinar o rei Vítor Emanuel III atirando nele. No entanto, ele falhou e foi executado logo depois.
Em meados de 1942, porém, o Partido apelou aos jovens para lutarem pela libertação do seu país da Itália. Isso aumentou o número de novos recrutas por muitos jovens ansiosos por liberdade. Em Setembro de 1942, o partido organizou uma organização de frente popular, o Movimento de Libertação Nacional (NLM), de vários grupos de resistência, incluindo vários que eram fortemente anticomunistas. Durante a guerra, os partidários do NLM dominados pelos comunistas, na forma do Exército de Libertação Nacional, ignoraram os avisos dos ocupantes italianos de que haveria represálias pelos ataques da guerrilha. Tais represálias suscitariam um desejo de vingança e de novos recrutas.

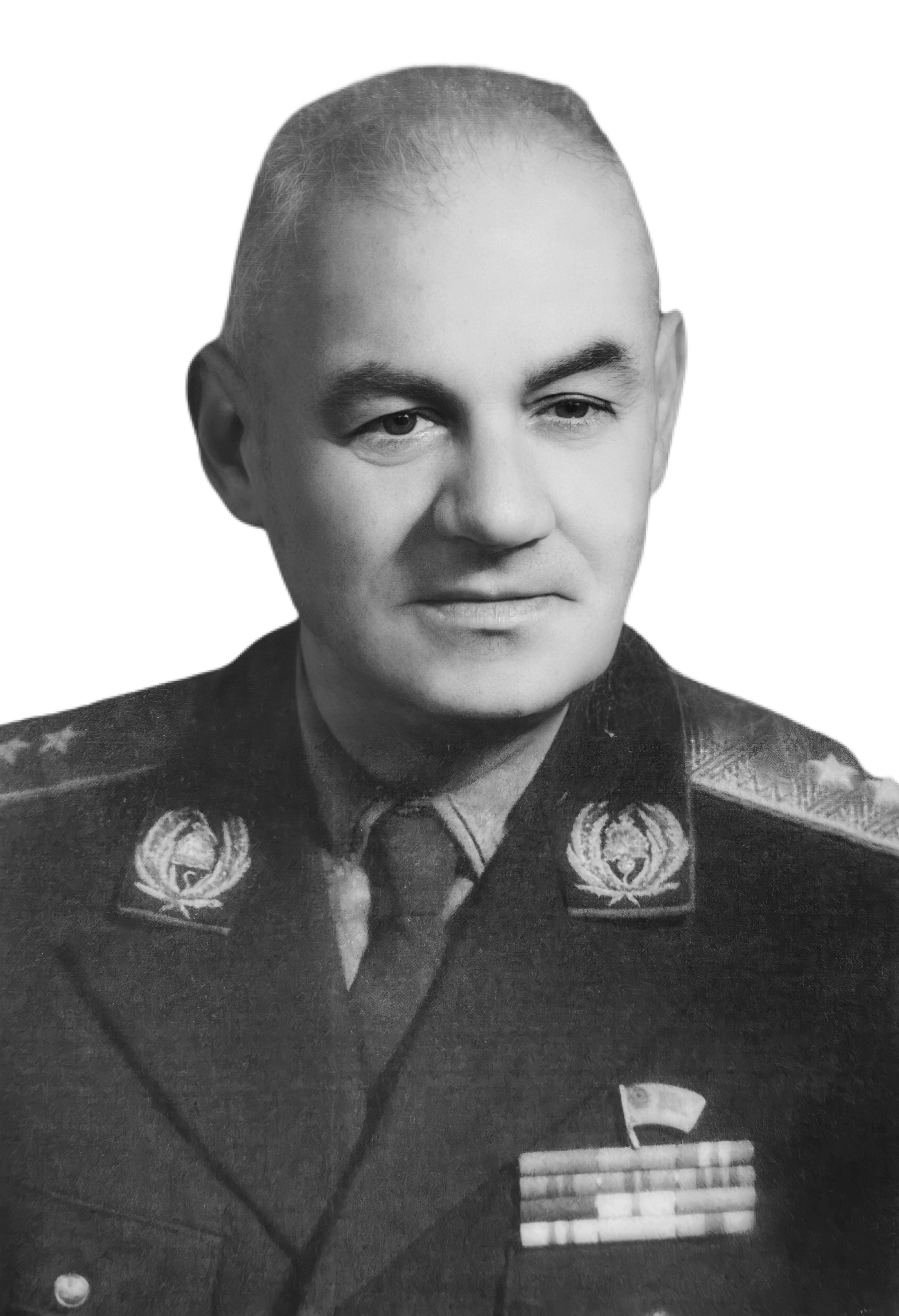
Major-General Spiro Moisiu como chefe militar do NLA.

De 17 a 22 de fevereiro de 1943, na aldeia de Labinot, ocorreu a primeira conferência nacional do ACP. A avaliação da situação política e militar do país apontou para a necessidade de criação de um exército de libertação nacional homogéneo. Também foi tomada uma decisão relativa às táticas de guerra; recomendou que os comandantes das unidades conduzissem ações com forças maiores. Em 17 de maio, doze destacamentos partidários sob o comando homogêneo atacaram a guarnição italiana em Leskovik, que protegia um importante entroncamento rodoviário. Os guerrilheiros cercaram a cidade em um círculo fechado e iniciaram a ofensiva. Mais de 1.000 italianos dominaram a cidade. A batalha durou três dias. O comandante da guarnição exigiu apoio aéreo, mas antes que o apoio chegasse, os guerrilheiros tomaram a cidade. Os italianos perderam várias centenas de soldados e quantidades consideráveis de armas e equipamentos. No final de junho os italianos iniciaram uma expedição punitiva contra os guerrilheiros na região de Mallakastra e Tepelenë. Dois mil guerrilheiros assumiram posições defensivas em passagens nas montanhas. No primeiro confronto os italianos foram forçados a recuar, mas renovaram a ação no dia 14 de julho com tanques, artilharia e aeronaves. Após quatro dias de combates, os guerrilheiros sofreram pesadas perdas e recuaram para partes mais altas das montanhas. Em geral, de maio a julho, os italianos perderam milhares de pessoas e muitos ficaram feridos.
Depois de março de 1943, o NLM formou seu primeiro e segundo batalhões regulares, que posteriormente se tornaram brigadas, para operar junto com unidades menores e irregulares existentes. A resistência à ocupação cresceu rapidamente à medida que os sinais da fraqueza italiana se tornaram aparentes. No final de 1942, as forças de guerrilha não ultrapassavam 8.000 a 10.000. No verão de 1943, quando o esforço italiano fracassou, quase todo o interior montanhoso estava controlado por unidades de resistência.
O NLM estabeleceu formalmente o Exército de Libertação Nacional (NLA) em Julho de 1943, com Spiro Moisiu como chefe militar e Enver Hoxha como oficial político. Tinha 20.000 soldados regulares e guerrilheiros em campo no final daquele ano. Contudo, as actividades militares do NLA em 1943 foram dirigidas tanto contra os oponentes políticos internos do partido, incluindo os partidos liberais, nacionalistas e monarquistas do pré-guerra, como contra as forças de ocupação.

### Resistência nacionalista

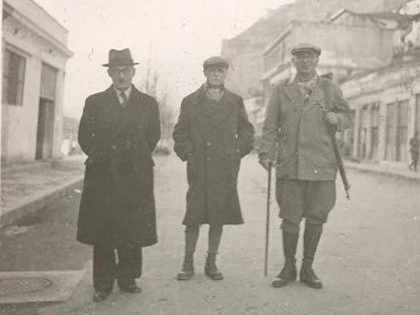
Líderes do Balli Kombëtar Ali Këlcyra, Mit'hat Frashëri, Thoma Orollogaj (da esquerda para a direita) em Berati.

A resistência nacionalista aos ocupantes italianos surgiu em outubro de 1942. Ali Këlcyra e Mit'hat Frashëri formaram a Balli Kombëtar (Frente Nacional), de orientação ocidental e anticomunista. Este movimento recrutou apoiantes tanto dos grandes proprietários de terras como do campesinato. Apoiaram a criação da Grande Albânia pelos italianos e apelaram à criação de uma república e à introdução de reformas económicas e sociais, opondo-se ao regresso do Rei Zog. Contudo, os seus líderes agiram de forma conservadora, temendo que os ocupantes exercessem represálias contra eles ou confiscassem as propriedades dos proprietários de terras. Os chefes nacionalistas Gheg e os proprietários de terras Tosk muitas vezes chegaram a um acordo com os italianos, e mais tarde com os alemães, para evitar a perda de sua riqueza e poder. O Balli Kombëtar, que havia lutado contra os italianos, foi ameaçado pelas forças superiores do LNC e pelos Partisans Iugoslavos, que eram apoiados pelos Aliados.

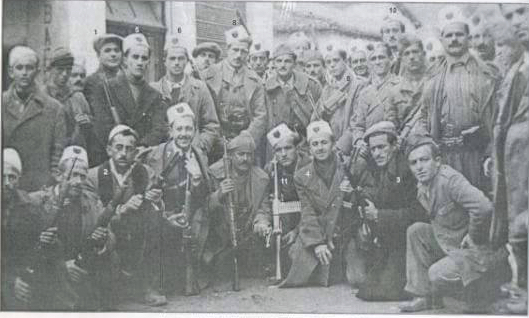
Forças do Balli Kombëtar em Debar

Entre os comandantes proeminentes do Balli Kombëtar estavam Safet Butka e  Hysni Lepenica. Butka ficou internado na Itália por dois anos até ser libertado em agosto de 1942 e autorizado a retornar à Albânia. Ele então foi para as montanhas e se tornou um líder notável do movimento Balli Kombëtar na área de Korçë. O núcleo do seu grupo guerrilheiro, composto por 70 combatentes experientes e experientes, poderia, numa emergência, tornar-se mil homens. O grupo Butka prestava uma assistência valiosa aos combatentes em Vlorë e recuperava dos depósitos militares nas aldeias de Dardhe, Suli, Gračani, Progri, Pleshishti e Verbinj toda a produção agrícola (milho, tabaco, lã, etc.) que os italianos requisitaram e devolveram aos seus proprietários.  Suas forças atacaram os italianos em Floq em janeiro de 1943, e em Vithkuq em março de 1943. 

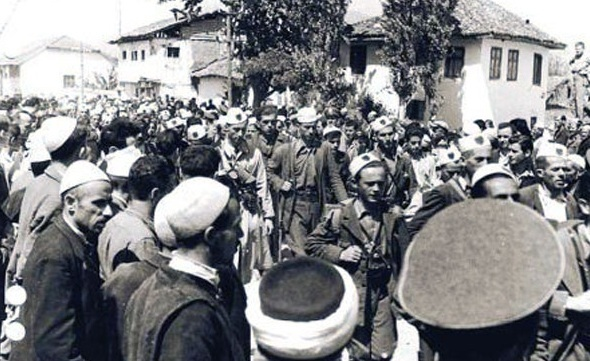
Forças de Balli Kombëtar em Prizren em 1944

Os combates ocorridos com o comandante geral Hysni Lepenica durante agosto de 1942 em Dukat, Mavrovë, Vadicë, Drashovicë e  Llakatund com a ajuda da aviação aliada resultou em vitória. Após a capitulação italiana, os comunistas e balistas procuraram a rendição pacífica de todas as forças italianas restantes. Porém Hysni Lepenica, instruído pelo Comitê Central da Frente Nacional, foi para Gërhot, onde a divisão italiana "Ferrara" estava localizada para levar suas armas conforme acordado com o general da divisão, mas após a intervenção de Tilman o general da divisão atacou o grupo de Lepenica. Na batalha de Gjorm, que resultou na vitória decisiva dos albaneses e na morte do coronel italiano Clementi, Lepenica suicidou-se ao saber que tinham começado confrontos entre comunistas e balistas. No outono de 1943, a Alemanha nazista ocupou toda a Albânia após a derrota da Itália. Temendo represálias de forças maiores, o Balli Kombëtar fez um acordo com os alemães e formou um "governo neutro" em Tirana, com o qual continuou a sua guerra com o LNC e os Partidários Iugoslavos.
Os Balli Kombëtar também atuaram no Kosovo e na Macedônia. As suas forças estavam centradas principalmente em Mitrovica, Drenica e Tetovo. No entanto, os Balli Kombëtar nestas regiões foram mais agressivos do que os Ballistas da Albânia.
Com os alemães expulsos pelos partisans iugoslavos e os comunistas albaneses reivindicando vitória na Albânia, o líder iugoslavo Josip Broz Tito ordenou a recolha de armas no Kosovo e a prisão de albaneses proeminentes. Isto não foi bem recebido entre os albaneses. Combinado com as paixões sentidas pelo Kosovo, inflamou uma insurreição. Em 2 de dezembro de 1944, balistas da região de Drenica atacaram o complexo mineiro de Trepča e outros alvos. Da mesma forma em Kičevo, Gostivar e Tetovo, os balistas restantes tentaram permanecer no controle da região depois que os guerrilheiros iugoslavos anunciaram a vitória. A insurreição foi posteriormente esmagada e os líderes balistas foram presos, exilados ou mortos devido à sua cooperação com os nazistas. Os balistas também atuaram em Montenegro e Sandžak lutando contra os Chetniks na área.

### Entre a rendição italiana e a ocupação alemã
Com a derrubada do regime fascista de Benito Mussolini e a rendição da Itália em 1943, o sistema militar e policial italiano na Albânia cedeu. Cinco divisões italianas foram desarmadas pelos alemães, mas muitos soldados italianos escaparam da captura e migraram para as forças guerrilheiras; a sexta divisão italiana na Albânia (41ª Divisão de Infantaria Firenze) passou para a Resistência. Os comunistas assumiram o controle da maioria das cidades do sul da Albânia, exceto Vlorë, que era um reduto de Balli Kombëtar, e os nacionalistas ligados ao NLM ganharam o controle de grande parte do norte.
Agentes britânicos que trabalharam na Albânia durante a guerra alimentaram os combatentes da resistência albanesa com informações falsas de que os Aliados estavam a planear uma grande invasão dos Balcãs e instou os diferentes grupos albaneses a unirem os seus esforços. Em agosto de 1943, os Aliados convenceram os líderes comunistas e Balli Kombëtar a assinar o Acordo de Mukje que coordenaria as suas operações de guerrilha. Os dois grupos acabaram por terminar toda a colaboração, no entanto, devido a um desacordo sobre o estatuto do Kosovo no pós-guerra. Os comunistas apoiaram o retorno da região à Iugoslávia após a guerra, com a esperança de que Tito cedesse pacificamente o Kosovo à Albânia, enquanto o nacionalista Balli Kombëtar defendia a manutenção da província.

#### Acordo de Mukje

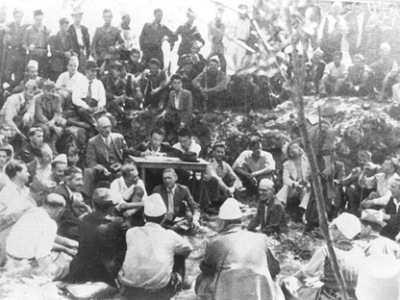
Comunistas e balistas conversam durante o acordo de Mukje, 2 de agosto de 1943

O Acordo de Mukje foi um tratado assinado em 2 de agosto de 1943, na aldeia albanesa de Mukje, entre os nacionalistas Balli Kombëtar e o Movimento Comunista de Libertação Nacional. As duas forças trabalhariam juntas na luta contra o controle da Itália sobre a Albânia. No entanto, surgiu uma disputa relativa ao Kosovo. Considerando que o Balli Kombetar propôs lutar pela integração de Kosovo na Albânia, os representantes comunistas opuseram-se veementemente. O Balli Kombetar rotulou os guerrilheiros de traidores da Albânia  e muitas vezes os chamou de "cães de Tito" enquanto os guerrilheiros acusavam o Balli Kombetar de colaborar com o Potências do Eixo, desencadeando assim uma guerra entre os dois que durou um ano.

### Ocupação alemã
Antecipando-se a tal invasão, a Wehrmacht elaborou uma série de planos militares de ação contra as participações italianas nos Bálcãs, de codinome Konstantin . E para uma natureza mais directa, unidades da secção II da Inteligência Militar Alemã (Abwehr) foram enviadas para Mitrovica (atual Kosovo) em Abril de 1943, numa tentativa de ganhar alguma influência entre o crescente número de albaneses insatisfeitos com os italianos. Ainda mais directamente, em Julho e Agosto de 1943, o exército alemão ocupou aeroportos e portos albaneses, aparentemente para proteger a Albânia italiana da possibilidade de uma invasão aliada. Em meados de Agosto havia cerca de seis mil soldados alemães na Albânia.  Os alemães planeavam construir uma Albânia independente e neutra, controlada por um governo amigo dos alemães. Depois que o acordo de Mukje foi quebrado pelos Partidários Albaneses, a guerra eclodiu entre os Partidários Albaneses (apoiados pelos Partidários Iugoslavos, que por sua vez foram apoiados pelos Aliados) e os Balli Kombëtar. Após a capitulação das forças italianas em 8 de Setembro de 1943, as tropas alemãs ocuparam rapidamente a Albânia com duas divisões. Os alemães formaram um "governo neutro" em Tirana com o Balli Kombëtar.

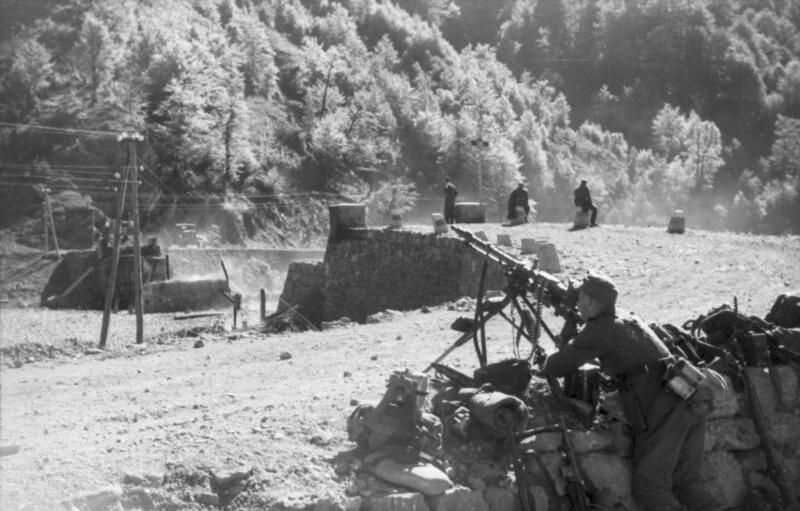
Posto de controle alemão no centro da Albânia, setembro de 1943

Os alemães pretendiam estabelecer uma administração autónoma e esforçaram-se por persuadir os líderes albaneses a formar um governo para assumir eles próprios a administração do país. Muitos hesitaram, especialmente quando se espalharam rumores de que as forças britânicas se preparavam para invadir a Albânia. Os líderes albaneses do Kosovo, no entanto, percebendo que uma derrota alemã significaria um regresso ao domínio jugoslavo, estavam mais dispostos a cooperar. Em 14 de setembro de 1943, um governo albanês foi então estabelecido sob Cafo Beg Ulqini, Ibrahim Biçaku de Elbasan, Bedri Pejani e Xhafer Deva do Kosovo.  A assembleia nacional, composta por 243 membros, começou a funcionar em 16 de outubro de 1943, elegendo um Conselho de Alta Regência de quatro membros ( Këshilli i Naltë i Regjencës) para governar o país.  O novo governo, que prometeu permanecer neutro na guerra, conseguiu restaurar uma boa dose de estabilidade. Os sistemas administrativo e judicial voltaram a funcionar e as escolas albanesas foram reabertas em todo o norte e centro da Albânia. Também foram tomadas medidas para implementar uma reforma agrária. 
Depois que o governo neutro foi formado, as forças balistas, em colaboração com os alemães, lutaram extensivamente contra os comunistas.  Balli Kombëtar capturou Struga na Macedônia depois de derrotar a guarnição partidária. 
No Kosovo e na Macedônia Ocidental, quando fazia parte do estado independente da Albânia, as forças alemãs e balistas tiveram escaramuças ocasionais com Partisans Iugoslavos. Quando Maqellarë, a meio caminho entre Debar e Peshkopi, foi recapturada pela 5ª Divisão de Partisans, os alemães com a ajuda das forças balistas de Xhem Hasa lançaram um ataque a partir de Debar, derrotando os guerrilheiros. Fiqri Dine, Xhem Hasa e Hysni Dema e três majores alemães dirigiram campanhas militares contra os guerrilheiros albaneses e iugoslavos. 
Tirana foi libertada pelos guerrilheiros em 17 de novembro de 1944, após uma batalha de 20 dias. Os guerrilheiros libertaram totalmente a Albânia da ocupação alemã em 29 de novembro de 1944. O Exército de Libertação Nacional, que em Outubro de 1944 era composto por 70.000 soldados regulares, também participou na guerra ao lado da coligação antifascista. Os guerrilheiros albaneses também ajudaram na libertação do Kosovo e ajudaram as forças comunistas de Tito a libertar parte do Montenegro e do sul da Bósnia e Herzegovina. Naquela época, o Exército Soviético também estava entrando na vizinha Iugoslávia, e o Exército Alemão estava recuando da Grécia para a Iugoslávia.

## Tomada do poder pelos comunistas

### Administração Comunista Provisória

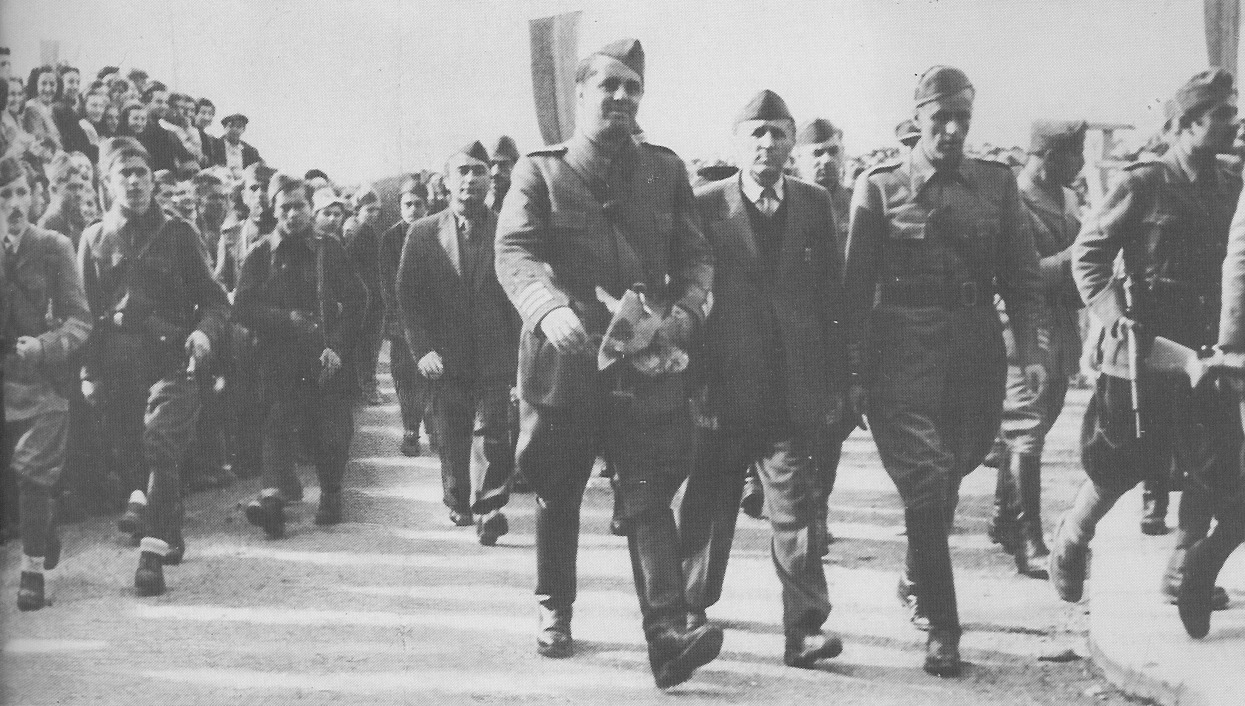
Partisans entrando em Tirana, 28 de novembro de 1944

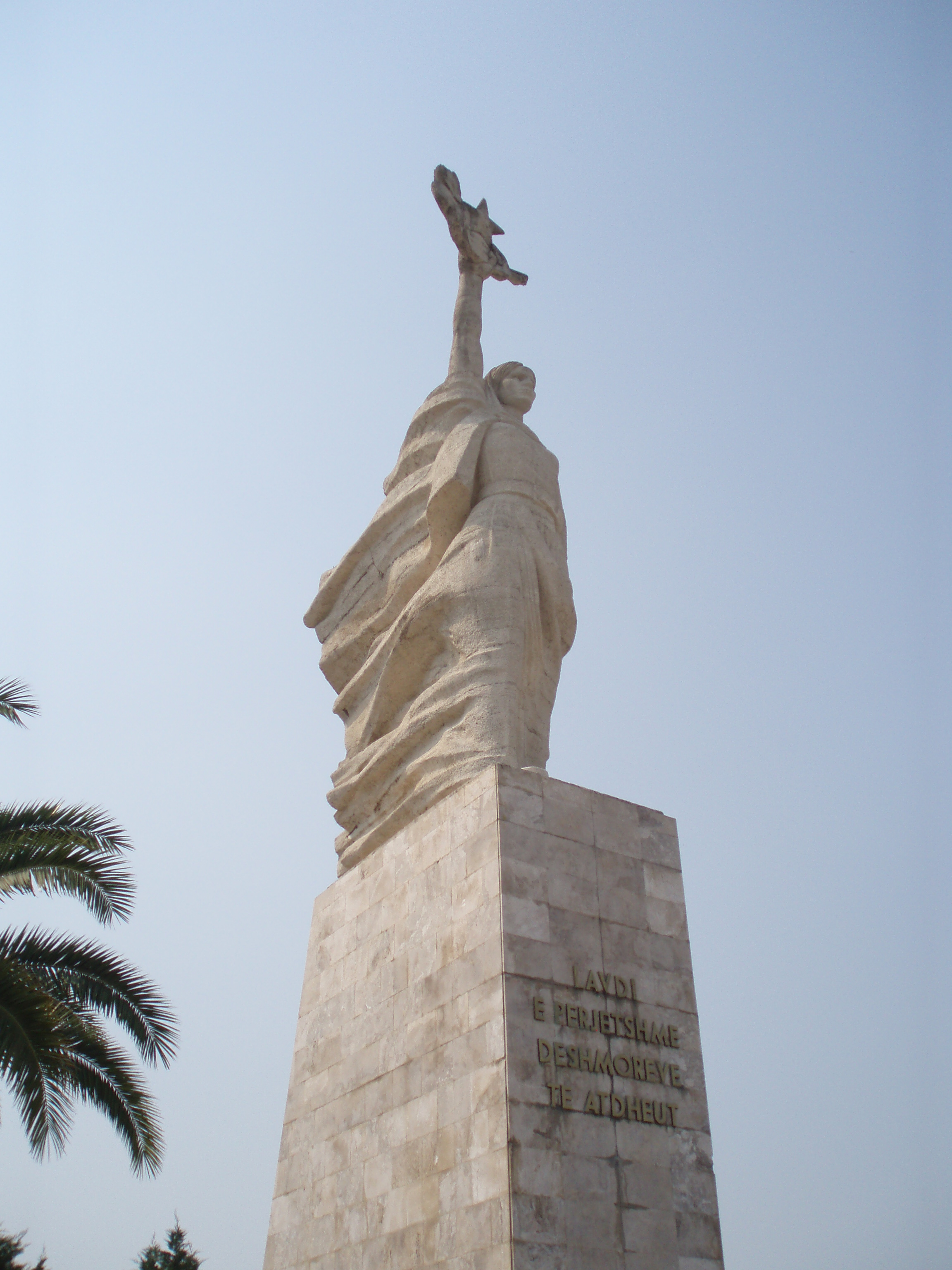
Mãe Albânia. O monumento e cemitério partisan nos arredores de Tirana, Albânia.

Os partidários comunistas reagruparam-se e ganharam o controlo de grande parte do sul da Albânia em Janeiro de 1944. No entanto, os ataques alemães expulsaram-nos de certas áreas até Junho. Em 29 de maio, os membros da Frente de Libertação Nacional (como era então chamado o movimento) realizaram o Congresso de Përmet, que escolheu um Conselho Antifascista de Libertação Nacional para atuar como administração e legislatura da Albânia. Hoxha tornou-se o presidente do comité executivo do conselho e o comandante supremo do Exército de Libertação Nacional. Os guerrilheiros comunistas derrotaram as últimas forças Balli Kombëtar no sul da Albânia em meados do verão de 1944 e encontraram apenas resistência dispersa dos Balli Kombëtar quando entraram no centro e norte da Albânia no final de julho. A missão militar britânica instou os remanescentes dos nacionalistas a não se oporem ao avanço dos comunistas, e os Aliados chamaram de volta os seus representantes para Itália. Não evacuaram os líderes nacionalistas, embora muitos tenham fugido.
Antes do final de Novembro, as principais tropas alemãs retiraram-se de Tirana e os comunistas assumiram o controlo atacando-a. Um governo provisório, que os comunistas formaram em Berat em Outubro, administrou a Albânia com Enver Hoxha como primeiro-ministro.

## Consequências
A Albânia ficou numa posição nada invejável após a Segunda Guerra Mundial. As fortes ligações da FNL com os comunistas da Jugoslávia, que também gozavam do apoio militar e diplomático britânico, garantiram que Belgrado desempenharia um papel fundamental na ordem pós-guerra da Albânia. Os Aliados nunca reconheceram um governo albanês no exílio ou o rei Zog e não levantaram a questão da Albânia ou das suas fronteiras em qualquer uma das principais conferências do tempo de guerra. Não existem estatísticas fiáveis sobre as perdas da Albânia durante a guerra, mas a Administração de Ajuda e Reabilitação das Nações Unidas relatou cerca de 30.000 albaneses mortos na guerra, 200 aldeias destruídas, 18.000 casas destruídas e cerca de 100.000 pessoas desalojadas. As estatísticas oficiais albanesas afirmam perdas um pouco maiores.
Além disso, milhares de albaneses Cham foram expulsos da Grécia e acusados de colaborar com as forças de ocupação do Eixo.
Durante a ocupação nazista, a maioria dos judeus da Albânia foi salva. Durante a ocupação do Kosovo pelo Eixo, colaboradores albaneses perseguiram colonos sérvios e montenegrinos. Entre 70.000 e 100.000 foram expulsos ou transferidos para campos de concentração em Pristina e Mitrovica, enquanto cerca de 10.000 foram mortos pelos Vulnetari e outros paramilitares albaneses.

## Participação estrangeira
Houve um número significativo de cidadãos estrangeiros que participaram na resistência albanesa durante a Segunda Guerra Mundial. Eles eram compostos principalmente por soldados italianos que desejavam continuar a guerra contra a Alemanha nazista, mas também participaram outras pessoas de diferentes nacionalidades.

### Participação italiana
A resistência albanesa começou em 1940 com pequenas çetas, mas tornou-se uma força significativa em 1942. Mesmo durante este período, pequenos grupos de soldados italianos abandonaram o exército fascista e juntaram-se aos guerrilheiros albaneses. Quando a Itália capitulou em Setembro de 1943, já havia cerca de 122 guerrilheiros italianos dispersos por várias unidades do Exército de Libertação Nacional da Albânia. Quando a Itália capitulou, havia cerca de 100 mil soldados italianos na Albânia. Eram das divisões Firenze, Parma, Perugia, Arezzo, Brennero e outras pequenas unidades independentes.
Muitas forças italianas renderam-se ao avanço do exército alemão. A maioria deles foi enviada para campos de concentração ou para trabalhos forçados na Albânia a serviço do exército alemão, e também ocorreram assassinatos em massa de oficiais italianos, principalmente da Divisão de Perugia centrada em Gjirokastër. O seu general, Ernesto Chiminello, juntamente com 150 oficiais, foram executados em Saranda. Outros 32 policiais também foram mortos na área de Kuç, três dias depois.
Alguns italianos refugiaram-se nas montanhas da Albânia, enquanto cerca de 15.000 soldados italianos se renderam aos guerrilheiros albaneses. Algumas tropas italianas lideradas por Arnaldo Azzi, ex-comandante da Divisão Firenze, criaram o CITM, ( Comando truppe alpine) (Comando Italiano das Tropas nas Montanhas). O seu objetivo era resistir às tropas alemãs com a ajuda dos guerrilheiros albaneses. Conseguiram criar algumas unidades de soldados italianos sob seu comando, mas essas tropas foram dispersadas nos meses de outubro-novembro de 1943, pela ofensiva de inverno alemã. Os oficiais deste comando foram destacados para missões britânicas na Albânia e foram repatriados para a Itália em agosto de 1944.
Houve também cerca de 2.150 italianos que expressaram o seu desejo de continuar a luta dispersos entre as unidades partidárias albanesas. Cerca de 472 combatentes italianos foram dispersos entre as brigadas de choque partidárias. Um grupo de 137 homens que criaram o Batalhão Antonio Gramsci foi anexado à Primeira Brigada de Choque e a unidade Matteotti foi anexada à Terceira Brigada de Choque. Cerca de 401 estavam envolvidos em funções logísticas e outros 1.277 estavam vinculados a comandos locais. Durante o período 1943-1945 havia outras unidades de combatentes italianos entre os guerrilheiros albaneses, como o 6º Batalhão da Quinta Brigada de Choque, composto por cerca de 200 italianos.

### Desertores da Wehrmacht
Parte da força alemã que ocupou a Albânia era composta por recrutas da Wehrmacht vindos da região do Cáucaso.  Os primeiros desertores da Wehrmacht foram para unidades partidárias albanesas no final de 1943, durante a ofensiva de inverno alemã, mas o seu número cresceu no verão de 1944, durante a ofensiva de verão alemã. Houve um grande fluxo de desertores da Wehrmacht durante o fim do conflito para a Albânia, de setembro a outubro de 1944, quando as forças alemãs começaram a retirar-se da Albânia. Em agosto de 1944, uma nova unidade foi formada, a Terceira Brigada de Choque, composta por cerca de 40 desertores da Wehrmacht (principalmente armênios e turcomanos). Outros 70 armênios criaram sua própria unidade anexada à Primeira Brigada de Choque em setembro de 1944. Havia também outros pequenos grupos de desertores da Wehrmacht dispersos entre as forças partidárias albanesas, compostas por alemães, austríacos, franceses, checos e polacos.

### Ligações aliadas e assistência

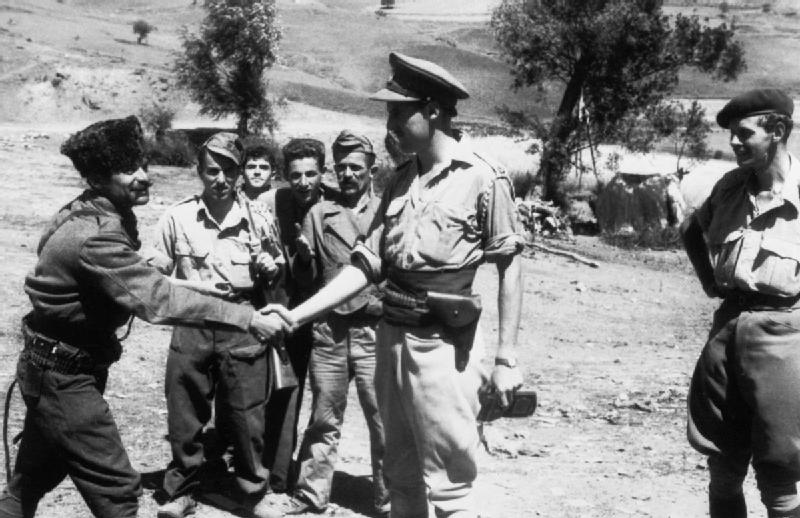
Xhelal Staraveçka apertando a mão do Major Billy McLean em Shtylla, agosto de 1943, durante a primeira missão da SOE na Albânia. Atrás deles estão Stilian e Stephan e, à direita, o Major Peter Kemp.

Os britânicos tentaram montar operações de ligação na Albânia ocupada pelos italianos no início de 1941, a partir da então neutra Iugoslávia. Estas tentativas foram rapidamente abandonadas depois que os alemães e italianos invadiram a Iugoslávia.  Depois disso, nenhuma tentativa foi feita para contatar grupos de resistência albaneses até 17 de abril de 1943,  quando MO4, um ramo da organização de ligação SOE, despachou uma missão comandada pelo Tenente Coronel "Billy" MacLean, com o Major David Smiley como seu segundo- no comando. Em vez de cair "às cegas" na Albânia, a missão foi lançada no Noroeste da Grécia, onde os partidos britânicos já operavam com guerrilheiros gregos. De lá, seguiram para a Albânia a pé ou em mulas.
Após vários falsos inícios, a missão fez contato com o NLM. A primeira entrega de armas e equipamentos foi recebida em 27 de junho. A maior parte das provisões recebidas nesta e nas entregas subsequentes foram doadas ao NLM, que era o grupo dominante no sul da Albânia, e foram usadas para equipar a "Primeira Brigada Partidária". 
Mais tarde, em 1943, a SOE aumentou o tamanho da missão na Albânia. O novo comandante foi o brigadeiro Edmund Frank Davies dos Royal Ulster Rifles (apelidado de "Trotsky" em Sandhurst por causa do "bolchevismo disciplinado" em seu caráter),  com o tenente-coronel Arthur Nicholls como chefe do Estado-Maior. MacLean e Smiley foram levados para a nova base da SOE em Bari, no sul da Itália, para apresentarem relatórios. Embora tenham notado que o NLM liderado pelos comunistas parecia estar mais interessado em garantir o poder político após a guerra do que em lutar contra os alemães, recomendaram que a SOE continuasse a fornecê-los, enquanto tentava chegar a um acordo entre o NLM e os outros movimentos de resistência. 
Em janeiro de 1944, os alemães atacaram e invadiram o QG da missão britânica. O Brigadeiro Davies foi capturado, enquanto o Tenente Coronel Nicholls morreu de exposição e choque pós-operatório após conduzir os sobreviventes para um local seguro.
Durante o restante de 1944, a SOE continuou a fornecer o NLM, apesar das reclamações de MacLean e Smiley, agora comandando grupos de ligação com o grupo de Abaz Kupi e o Balli Kombëtar no norte da Albânia, de que o NLM estava usando essas armas contra seus oponentes políticos, em vez de que os alemães. Smiley, MacLean e Julian Amery foram evacuados para a Itália no final de outubro. A SOE recusou-se a evacuar Abaz Kupi no mesmo barco. Ele fugiu do país e foi resgatado por um navio da Marinha Real no Adriático. 